# 小岸昭
小岸 昭（こぎし あきら、1937年9月28日 - 2022年8月23日）は、ドイツ文学者、京都大学名誉教授。

## 来歴
北海道生まれ。1963年京都大学大学院独文科修士課程修了。京都大学教養部助教授、同総合人間学部教授、2001年に定年退官、名誉教授。
1965年、日本ゲーテ賞受賞。1966年 - 1968年にフランクフルト大学へ留学。ユダヤ思想研究を軸として、スペイン、ポルトガル、インド、イスラエル、ブラジル、中国などを旅し、ディアスポラ・ユダヤ人の足跡を追究した。1995年、「日本・ユダヤ文化研究会」創設（神戸市）。京大を退官後は故郷の北海道に帰り、「ブレーメン館」を創設して、雑誌を発行し、講演の会と映画の上演をプロモートして、地域文化のために活動した。
2022年8月23日、呼吸不全のため死去。

## 著書
- 『欲望する映像 ドイツ的なるものと畸型児たちをめぐって』駸々堂出版、1985.1
- 『スペインを追われたユダヤ人 マラーノの足跡を訪ねて』人文書院、1992.5／ちくま学芸文庫 1996
- 『マラーノの系譜』みすず書房、1994.9
- 『離散するユダヤ人 イスラエルへの旅から』岩波新書 1997.2
- 『十字架とダビデの星 隠れユダヤ教徒の500年』日本放送出版協会〈NHKブックス〉、1999.3
- 『世俗宗教としてのナチズム』ちくま新書 2000.4
- 『「赤い家」物語』思潮社 2002.9
- 『隠れユダヤ教徒と隠れキリシタン』人文書院 2002.10
- 『中国・開封のユダヤ人』人文書院 2007.4、増補版2021

### 共著
- 『ファシズムの想像力 歴史と記憶の比較文化論的研究』池田浩士、鵜飼哲、和田忠彦共編、人文書院、1997.2
- 『ユダヤ教思想における悪 なぜ、いま「悪」なのか』植村卍編著、池田潤、赤井敏夫共著、晃洋書房、2004.6
- 『インド・ユダヤ人の光と闇 ザビエルと異端審問・離散とカースト』徳永恂共著、新曜社、2005.7

### 翻訳
- レーオンハルト・フランク『愛しき二人　ドイツ表現主義2』河出書房新社 1971
- フリードリヒ・スメント『ケーテンのバッハ』角倉一朗共訳、バッハ叢書 白水社、1978
- ヘルマン・ブロッホ『群衆の心理－その根源と新しい民主主義創出への模索』

入野田真右・小崎順共訳、叢書・ウニベルシタス 法政大学出版局、1978、再版2003ほか
- 『文学論　ゲーテ全集13』潮出版社、1980、新装版2003
- ゲルショム・ショーレム『カバラとその象徴的表現』岡部仁共訳、叢書・ウニベルシタス 法政大学出版局、1985.12、新装版2011.9
- H-J.デッシャー『水晶の夜 ナチ第三帝国におけるユダヤ人迫害』人文書院、1990.7
- Y.ヨベル E.ヨリッセン『スピノザ異端の系譜』細見和之共訳、人文書院、1998.5
- ダイアン・ローレン・ウルフ『「アンネ・フランク」を超えて かくまわれたユダヤの子供達の証言』梅津真共訳、岩波書店、2011.2
- フリッツ・ハイマン／ユーリウス・H・シェプス編『死か洗礼か　異端審問時代におけるスペイン・ポルトガルからのユダヤ人追放』梅津真共訳、「マラーノ文学・歴史叢書2」行路社 2013

## 追悼記事
- 藤原辰史「出会いの天才」日経新聞夕刊、2022.11.30
- 櫻井正一郎「市民と文化活動　京都学派流を実践」北海道新聞夕刊、2023.1.10
- 細見和之「追悼小岸昭先生」「ナマール」27号、神戸・ユダヤ文化研究会
- 徳永恂「小岸昭を偲んで」「ブレーメン弐番館」創刊号、2023.6
- 梅津真「小岸先生へ』「ブレーメン弐番館」同上